# 호두앤유엔터테인먼트
호두앤유엔터테인먼트(영어: HODU&U Entertainment)는 대한민국의 연예 기획사이다.

## 현재 소속 연예인
- 김우담
- 김혜수
- 김윤석
- 신하균
- 이선균 (사망)
- 이성민
- 전혜진
- 최덕문
- 하윤경
- 윤상현
- 박수영
- 박태린
- 주진모
- 최원영
- 한채린
- 한영진
- 천주안
- 송유현

## 과거 소속 연예인
- 윤제문
- 엄현경
- 권다현
- 김고은
- 송강호
- 이수경
- 김현수
- 차선우
- 강유석